# Mundo (football)
Pour les articles homonymes, voir Suárez.
Edmundo Suárez de Trabanco, plus connu sous le diminutif de Mundo, est né à Barakaldo le 22 janvier 1916 et est décédé à Valence le 14 décembre 1978. Il a été un footballeur et entraîneur espagnol. Il a joué en tant qu'avant-centre et passa la plupart de sa carrière à Valence CF, où il devint une idole. Il ne disputa qu'une saison au Club Deportivo Alcoyano.

## Biographie
Ce joueur fut tout un symbole à Valence CF en obtenant par deux fois le titre de Pichichi. De plus, il est le neuvième  meilleur buteur de tous les temps en Liga, derrière Zarra, Hugo Sánchez, Raúl González, Alfredo Di Stéfano, Cesar Rodriguez, Quini, Pahiño et  Cristiano Ronaldo avec 195 buts.
Doté d'une corpulence physique conséquente et d'un fort caractère, il se battait pour tous les ballons. C'était l'un des grands animateurs de la Liga dans les années 1940. Avec Epi, Amadeo, Asensi et Gorostiza il a formé une attaque électrique, qui a transformé le Valence CF en équipe conquérante.
Il a joué dans des équipes amateurs de son Pays basque natal avant la guerre civile qui bouleversa sa carrière. Il jouait pour l'Athletic Bilbao, mais le transfert n'a pas été validé par l'État. La guerre civile terminée, il est resté libre. En 1939, l'armée franquiste créé une équipe dont il fait partie, comme d'anciens combattants, Valence CF l'ayant vu en action en a profité pour le recruter.
Après ce transfert, Mundo est resté à Valence pendant onze saisons durant lesquelles il s'est distingué comme un excellent buteur avec une moyenne de 0,92 but par match dans ce club ! Il obtint d'ailleurs les titres de Pichichi les saisons 1941-1942 (27 buts) et 1942-1943 (28 buts).
Après la saison 1949-1950 durant laquelle Valence CF gagna à peine 6 matchs, il quitte le club pour lequel il avait joué toute sa carrière pour rejoindre la modeste équipe d'Alcoyano, aussi en première division. Il n'y resta qu'un an (1950-1951) avant de mettre un terme à sa carrière de joueur.
Pour autant, il garda avec Valence CF un lien très étroit. Lors de la saison 1963-1964, il prit la place de Pasieguito, autre mythe valencian, et devint entraîneur. Grâce à son fort caractère et sa rigidité, il permit au club de terminer sixième de la Liga, mais son bilan en Coupe du Roi fut bien meilleur, accédant à la finale, perdue contre le Real Saragosse lors d'un match polémique... L'année suivante, les dirigeants valencians lui renouvelèrent leur confiance et l'équipe décrocha une quatrième place honorable. Malgré ses efforts, Barinaga le remplaça la saison suivante, il ne resta qu'un an, faute de résultat et Mundo put reprendre sa place.
La saison 1966-1967 fut couronnée par un succès en Coupe du Roi en s'imposant en finale face à l'Athletic Club (2-0).
Il fut démis de ses fonctions le 13 octobre 1968 faute de résultats.

## Palmarès

### Joueur
- Champion d'Espagne en 1942, 1944 et 1947
- Vainqueur de la Coupe du Roi en 1941 et 1949
- Meilleur buteur du championnat d'Espagne (Pichichi ) lors des saisons 1941-1942 et 1943-1944

### Entraîneur
- Vainqueur de la Coupe du Roi en 1967